# Cezary Wójcik
Cezary Adam Wójcik (ur. 24 grudnia 1974) – prof. nadzw., dr hab., polski ekonomista i nauczyciel akademicki zaangażowany w życie publiczne, specjalizujący się w makroekonomii oraz przywództwie. Profesor nadzwyczajny Kolegium Gospodarki Światowej Szkoły Głównej Handlowej w Warszawie. Założyciel i dyrektor Center for Leadership, Założyciel i dyrektor akademicki Leadership Academy for Poland. W przeszłości visiting scholar na uniwersytetach: Harvarda, Berkeley, Melbourne, Glasgow i wielu innych.

## Życiorys
W latach 2005–2007 członek Rady Makroekonomicznej przy Ministrze Finansów i doradca Ministra Finansów.
W latach 2007–2009 Dyrektor Biura ds. Integracji ze Strefą Euro i doradca Prezesa Narodowego Banku Polskiego.
W latach 2010–2011 Główny doradca ekonomiczny Banku WestLB.
W latach 2013–2015 Dyrektor Instytutu Nauk Ekonomicznych PAN.
W 1998 ukończył studia magisterskie w Szkole Głównej Handlowej w Warszawie, a w roku 1999 na Wydziale Prawa i Administracji Uniwersytetu Warszawskiego.
W 2003 uzyskał stopień doktora nauk ekonomicznych w dziedzinie ekonomii. W 2009 uzyskał stopień doktora habilitowanego w dziedzinie ekonomii.
W 2011 ukończył Master Class for Leadership Educators na Harvard Kennedy School.
W 2013 ukończył Advanced Management Program Warsaw w IESE Business School, a w 2006 IESE International Faculty Development Program. W 2004 ukończył także Advanced Studies Program in International Economic Policy Research w Institut für Weltwirtschaft w Kilonii.

## Nagrody i wyróżnienia
Laureat obu najważniejszych nagród przyznawanych ekonomistom w Polsce, autor lub współautor dziewięciu książek oraz wielu artykułów naukowych.
- 2017 – Nagroda Solidarity Awards, Vital Voices
- 2009 – Nagroda Banku Handlowego za szczególny wkład w rozwój ekonomii i finansów[3]
- 2010 – Nagroda Prezesa Rady Ministrów za rozprawę habilitacyjną
- 2010 – Stypendium Fulbrighta, Harvard Kennedy School
- 2004 – Stypendium Fulbrighta, University of California, Berkeley
- 2003 – Stypendium Tygodnika „Polityka”
- 2006 – Stypendium Ministra Nauki i Szkolnictwa Wyższego dla wybitnych młodych naukowców
- 2008 – Stypendium Ministra Nauki i Szkolnictwa Wyższego dla wybitnych młodych naukowców
- 2006 – Stypendium krajowe Fundacji na rzecz Nauki Polskiej
- 2005 – Stypendium krajowe Fundacji na rzecz Nauki Polskiej

## Wybrane publikacje
- 2018 – „Fiscal Sustainability in Poland after the Global Financial Crisis”, CESifo WP 7230.
- 2013 – “The Eurozone Needs Exit Rules”, Journal of Banking and Finance (współautor:Christian Fahrholz).
- 2012 – “The Bail-out! Positive Political Economics of Greek-type Crises in the EMU”, Journal of International Commerce, Economics and Policy, 3:2 (współautor: Christian Fahrholz).
- 2010 – „Global Financial Crisis and the Future of EMU”, Journal of Regulation and Risk North Asia 2:2-3, 175-183 (współautor: Christian Fahrholz).
- 2008 – “Credit Booms, Monetary Integration and the New Neoclassical Synthesis”, Journal of Banking and Finance, Vol. 32 (3), s. 458–470, 2008 (współautor: Peter Backé).
- 2008 – “Catching-up and Inflation Differentials in a Heterogeneous Monetary Union: Some Implications for the Euro Area and New EU Member States, Economic Systems, Vol. 32, s. 4–16 (współautor: Ronald MacDonald).
- 2008 – “Productivity, Demand, and Regulated Price Effects Revisited: An Analysis of the Real Bilateral Exchange Rates of Four New EU Member States”, Journal of Emerging Markets, Finance and Trade, Vol. 44 (3), s. 48–65 (współautor Ronald MacDonald).
- 2006 – „The Monetary Independence Hypothesis: Evidence from the New Member Countries, Journal of Comparative Economics, Vol. 34(1), 2006 (współautor: Jesus Crespo-Cuaresma).

## Życie rodzinne
Jest żonaty, ma dwoje dzieci.